# 浪板海岸ヴィレッジ
浪板海岸ヴィレッジ（なみいたかいがんヴィレッジ）は、岩手県上閉伊郡大槌町に所在するコミュニケーション施設。東日本大震災からの復興支援を目的に建設された。グッドデザイン賞受賞。

## 概要・歴史
大槌町は漁業を中心とした町であるが、2011年（平成23年）3月、東北地方太平洋沖地震によって発生した津波によって町は壊滅的な被害となった。以降、数年が経過しても来訪者を誘致する施設の建設までは進展しなかった。2016年（平成28年）4月、被災地コミュニティを再生支援する「Remember HOPE 東北復興プロジェクト」の一環として一般財団法人日本アムウェイOne by One財団によって建設された。当施設にはコミュニティ施設である「大槌アムウェイハウス」の他、サーフショップ、カフェ、ITコワーキングスペースなど地域住民も利用可能な店舗も併設。さらにサーフスポットとして賑わっていた当海岸の再生を目指した。付近を通過する国道45号から確認しやすく、ウッドデッキのテラスは廊下の役割を果たす外部空間で高いデザイン性が見られる。日本デザイン振興会からグッドデザイン賞を受賞。

## 現地情報

### 住所
- 岩手県上閉伊郡大槌町吉里吉里第14地割3-1

### 交通アクセス
- 三陸鉄道リアス線 浪板海岸駅より徒歩で約10分。
- 三陸沿岸道路 大槌インターチェンジより10分。

### 周辺施設
- 風の電話